# Броново (Західнопоморське воєводство)
Броново (пол. Bronowo) — село в Польщі, у гміні Полчин-Здруй Свідвинського повіту Західнопоморського воєводства.
Населення — 142 особи (2011).

## Демографія
Демографічна структура станом на 31 березня 2011 року:
|          | Загалом | Допрацездатний вік | Працездатний вік | Постпрацездатний вік |
| -------- | ------- | ------------------ | ---------------- | -------------------- |
| Чоловіки | 72      | 20                 | 47               | 5                    |
| Жінки    | 70      | 15                 | 43               | 12                   |
| Разом    | 142     | 35                 | 90               | 17                   |